# Arbeitsgericht Bad Kreuznach
Das Arbeitsgericht Bad Kreuznach war ein preußisches und später rheinland-pfälzisches Gericht der Arbeitsgerichtsbarkeit mit Sitz in Bad Kreuznach.

## Geschichte
Gemäß Arbeitsgerichtsgesetz vom 23. Dezember 1926 wurden in Deutschland Arbeitsgerichte gebildet. Diese waren nur in der ersten Instanz organisatorisch selbstständige Gerichte, die Landesarbeitsgerichte waren den Landgerichten zugeordnet. Am Landgericht Koblenz entstand so 1927 das Landesarbeitsgericht Koblenz als eines von drei Landesarbeitsgerichten im Bezirk des Oberlandesgerichtes Köln. In Bad Kreuznach entstand das Arbeitsgericht Bad Kreuznach. Sein Sprengel umfasste den Bezirk der Amtsgerichte Bad Kreuznach, Grumbach, Kirchberg (Hunsrück), Kirn, Meisenheim, Simmern, Sobernheim und Stromberg. Es bestand je eine Kammer für Arbeiter, für Angestellte und für Handwerk.
Nach der Besetzung Deutschlands durch die Alliierten wurden 1945 zunächst alle Gerichte geschlossen. Die ordentlichen Gerichte wurden schon bald wieder eröffnet, während die Arbeitsgerichte zunächst nicht wieder eingerichtet wurden, so dass arbeitsgerichtliche Streitigkeiten von den ordentlichen Gerichten erledigt werden mussten. Gemäß Kontrollratsgesetz 21 vom 30. März 1946 sollten in Deutschland Arbeitsgerichte aufgebaut werden. Mit Präsidialerlass vom 25. Juli 1946 sollten 10 Arbeitsgericht in Rheinland-Pfalz eingerichtet werden, darunter das in Bad Kreuznach. Dies wurde jedoch nicht umgesetzt, da die Voraussetzung fehlten. Unter anderem bestanden noch keine Arbeitgeberverbände. Mit dem Gesetz zur Errichtung von Arbeitsgerichten und das Verfahren in Arbeitsgerichtsstreitigkeiten vom 6. November 1847 sowie der Landesverfügung über die Errichtung der Arbeitsgerichte und die örtliche Abgrenzug der Arbeitsgerichtsbezirke vom 15. März 1948 wurde eine neue Rechtsgrundlage geschaffen. Das Arbeitsgericht Bad Kreuznach entstand so neu und war für folgenden Gerichtsbezirk zuständig: Die Kreise Landkreis Kreuznach, Landkreis Birkenfeld und Landkreis Simmern. Am 6. Dezember 1948 nahm das Gericht seine Arbeit auf. Seinen Sitz hatte es zunächst in der Mannheimer Straße 242. 1960 zog es in das Gebäude des Landgerichts Ringstraße 79 und zuletzt 1995 in das Behördenhaus Wilhelmstraße 7–11.
Durch das Erste Landesgesetz zur Verwaltungsvereinfachung vom 28. Juli 1966 wurde das Arbeitsgericht Bad Kreuznach aufgehoben und sein Sprengel dem Arbeitsgericht Kaiserslautern zugeschlagen. Die weiterhin in Bad Kreuznach bestehende Zweigstelle kam 1977 als Zweigstelle zum Arbeitsgericht Mainz. Mit Landesgesetz vom 16. September 1982 erhielt die Zweigstelle die Bezeichnung auswärtige Kammern Bad Kreuznach des Arbeitsgerichtes Mainz.

## Richter
- Peter Anheuser